# Condylolomia
Condylolomia is een geslacht van vlinders van de familie snuitmotten (Pyralidae), uit de onderfamilie Chrysauginae.

## Soorten
- C. metapachys Hampson, 1897
- C. obscura Schaus, 1913
- C. participialis Grote, 1873